# Conrad C. Binkele

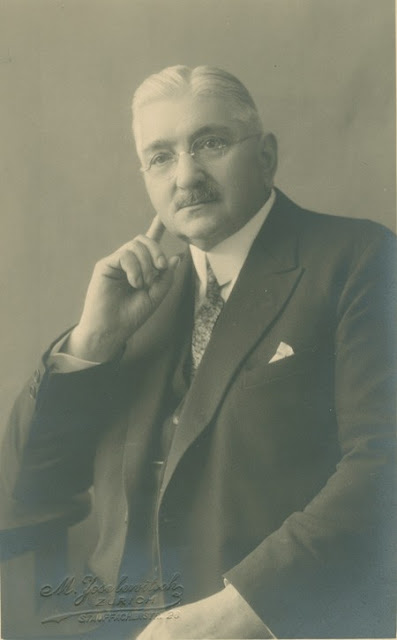
Conrad C. Binkele

Conrad C. Binkele (* 3. Dezember 1867 in Mansfield, Massachusetts; † 29. Oktober 1942 in Los Angeles) leitete bis 1925 die Tätigkeiten der Wachtturm-Gesellschaft für den Zentraleuropäischen Raum und wurde später Mitbegründer der Freien Bibelforscher in Deutschland.

## Leben
Binkele wurde als Sohn deutscher Eltern in den USA geboren. Seine Eltern waren Protestanten. Seit seiner Jugend war er ein tiefgläubiger Mensch und hatte gute Bibelkenntnisse. Mit 21 Jahren wurde er als Bischof der Apostolischen Lutherischen Kirche von Amerika ordiniert. Binkele beherrschte sieben Fremdsprachen in Wort und Schrift.
1890 kam er mit Bibelforschern in Kontakt und nach dem Studieren des Schriftstudienbandes „Der Göttliche Plan der Zeitalter“ gewann er die Überzeugung, die biblische Wahrheit gefunden zu haben. Ein Jahr später trat er aus der Kirche aus und trat der Bewegung bei, und im gleichen Jahr heiratete er die vier Jahre jüngere Hanna Jahrous, die ebenfalls Bibelforscherin war.
1906 wurde er Vollzeitprediger und ab 1911 ständiger Übersetzer im Bibelhaus (Bethel) der Internationalen Bibelforscher-Vereinigung (IBV), wie damals die Zeugen Jehovas genannt wurden.
Charles Taze Russell, der damalige Präsident der Wachtturm-Gesellschaft, entsandte Binkele und seine Frau Anfang 1915 in die Schweiz, um das europäische Werk in deutscher Sprache zu beaufsichtigen. Im Oktober mussten sie für einige Monate in die USA zurück, um ihr „amerikanisches Bürgerrecht“ nicht zu verlieren. 1920 wurde Binkele beauftragt, die Wachtturm-Druckerei in Genf zu schließen, die zuvor Alexandre Freytag geleitet hatte und in der Wachtturm-Literatur in französischer Sprache gedruckt wurde. Als Hauptbevollmächtigter des Zentraleuropäischen Büros der Wachtturm-Gesellschaft in Zürich war Binkele für alle organisatorischen und wirtschaftlichen Belange verantwortlich.
1925 kam es zu theologischen Lehrdifferenzen mit dem neuen Wachtturmpräsidenten Joseph Franklin Rutherford. Daraufhin verließ Binkele die WT-Gesellschaft und zog mit seiner Frau nach Mulhouse (Mülhausen im Elsass).
Zusammen mit weiteren Glaubensgeschwistern gründete er 1928 die „Freie Bibelforscher-Vereinigung“ (FBV) und veröffentlichte eine eigene Zeitschrift „Der Pilgrim“, seit 1940 „Die Neue Schöpfung“. Im November 1933 wurde die Freie Bibelforscher-Vereinigung in Deutschland verboten und die Veröffentlichung der Publikationen suspendiert. In Berlin und Hamburg, aber auch in Bayern und dem Elsass kam es zu größeren Verhaftungsaktionen. Mit dem Westfeldzug Deutschlands 1940 galt das Verbot auch für Mulhouse. Binkele und seine Frau Hanna konnten aber einer Verhaftung entgehen, da sie amerikanische Staatsbürger waren. 1940 kehrten die Binkeles zurück in die USA.

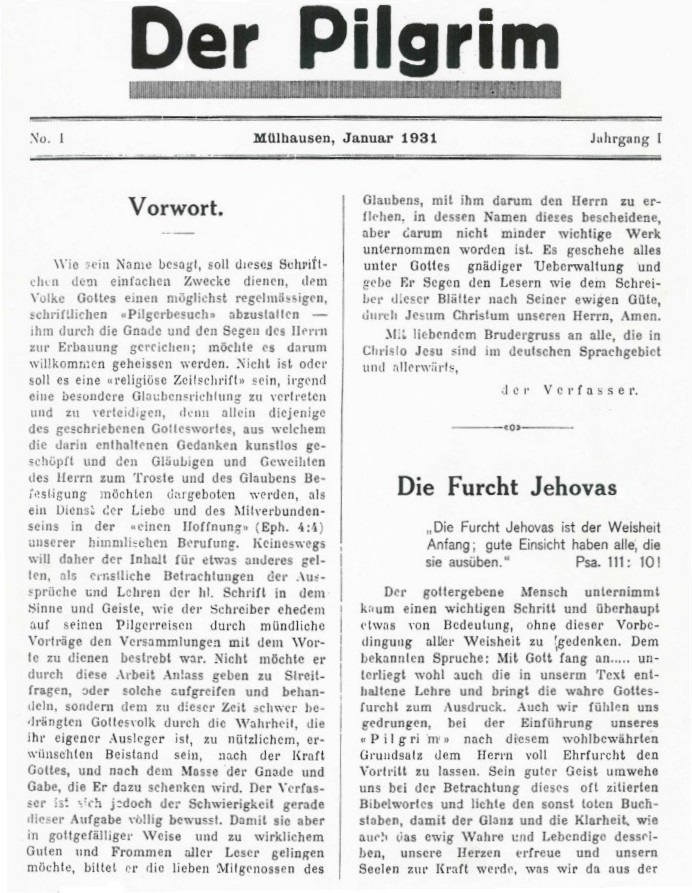
Der Pilgrim, erschien von 1931 bis 1934

In seinem letzten Brief (datiert vom 11. Mai 1942) kurz vor seinem Tod schrieb er:
„Ich will Euch Lieben mit keinem Wort zu schildern versuchen, was mein Empfinden und meine inneren Kämpfe gewesen sind, während der verflossenen Monate dieses Jahres (er lag 6 Wochen wegen Lähmungen in beiden Beinen und fortgeschrittener Wassersucht in einem Sanatorium). Nein, es hätte keinen Sinn, es werden Wochen vergehen, ehe Ihr dieses lest, und so sollt Ihr nur wissen, dass ich guten Mutes bin und nur täglich viel Ursache finde, der Treue Gottes zu gedenken und Ihm zu danken für seine Aushilfe.
Es liegt mir nur daran, Euch Lieben und mit Euch den Lieben in unserer ganzen Umgebung eine erfreuliche Nachricht von uns zu geben. Ihr dürft Euch unseretwegen beruhigen. Was Euch sonderlich freuen dürfte, ist die Meldung, welche ich jetzt in Bezug auf unser äußeres Durchkommen machen darf: Ich habe nun endlich meine Alterspension bekommen, und damit hat uns Gott eine besondere Entlastung unserer Herzen geschenkt. Wie erleichtert mein Herz sich nun fühlt, wisst Ihr wohl, und ich kann Gott nicht genug preisen, der die Lieben in der Schweiz uns so lange Jahre hindurch zum Segen gesetzt hat, indem sie durch ihre werktätige Liebe unseren Mangel erstattet haben. Der Herr wird ihnen zeitlich und ewig vergelten.“
Am 29. Oktober 1942 erlag er seiner schweren Erkrankung.